# Григорян, Сероб Давидович
Сероб Давидович Григорян (4 февраля 1995, Владикавказ) — армянский футболист, защитник клуба «Ван» и сборной Армении.

## Биография

### Клубная карьера
Родился в 1995 году во Владикавказе. Воспитанник Академии имени Коноплёва. Начинал играть в футбол на взрослом уровне в составе команды «Академия-Д» в любительской лиге. Зимой 2013 года перешёл в самарские «Крылья Советов», где за полтора сезона провёл 39 матчей в молодёжном первенстве, но за основную команду не играл. Летом 2014 года был отдан в аренду на полгода в армянский «Ширак», в составе которого сыграл 12 матчей в чемпионате Армении. Летом следующего года вновь был отдан в аренду в клуб ПФЛ «Зенит» Пенза, однако за полгода провёл лишь один матч.
В феврале 2016 года подписал контракт с армянским клубом «Пюник».

### Карьера в сборной
В основную сборную Армении впервые был вызван в ноябре 2016 года на матч отборочного этапа чемпионата мира 2018 со сборной Черногории, однако на поле не вышел. В следующий раз был вызван в сборную в сентябре 2020 года на матчи Лиги наций УЕФА. Дебютировал 5 сентября, отыграв первый тайм против Северной Македонии, и был заменён в перерыве на Эдгара Бабаяна.